# Campo Imperatore Near-Earth Object Survey
Campo Imperatore Near Earth Object Survey, abbreviato CINEOS, è un programma astronomico osservativo iniziato nel 2001 e dedicato alla scoperta e al monitoraggio degli oggetti near-Earth (NEO), cioè asteroidi e comete che periodicamente si avvicinano o intersecano l'orbita terrestre. In particolare CINEOS è focalizzato alla scoperta degli asteroidi Aten e Atira.
Tra agosto del 2001 e il novembre del 2004 CINEOS ha misurato la posizione di più di 61000 asteroidi e scoperto circa 1700 nuovi oggetti tra cui 6 NEO e un Centauro, poi risultato una cometa periodica, 167P/CINEOS. CINEOS è stato il primo programma professionale italiano a scoprire un NEO e un asteroide oltre l'orbita di Giove.
Il programma è condotto alla stazione osservativa di Campo Imperatore, appartenente all'Osservatorio astronomico d'Abruzzo e posizionata vicino alla sommità del Gran Sasso. Anche l'Osservatorio di Torino ha partecipato a questo progetto.
| 39335 Caccin            | 10 gennaio 2002   |
| 39336 Mariacapria       | 11 gennaio 2002   |
| 52030 Maxvasile         | 6 agosto 2002     |
| 64975 Gianrix           | 10 gennaio 2002   |
| 65357 Antoniucci        | 12 luglio 2002    |
| 73442 Feruglio          | 10 luglio 2002    |
| 73465 Buonanno          | 10 luglio 2002    |
| 73529 Giorgiopalumbo    | 22 luglio 2003    |
| 73534 Liviasavioli      | 24 luglio 2003    |
| 73539 Carmenperrella    | 30 luglio 2003    |
| 73551 Dariocastellano   | 18 agosto 2003    |
| 78124 Cicalò            | 11 luglio 2002    |
| 78125 Salimbeni         | 11 luglio 2002    |
| 78249 Capaccioni        | 4 agosto 2002     |
| 78252 Priscio           | 5 agosto 2002     |
| 78310 Spoto             | 5 agosto 2002     |
| 78534 Renmir            | 6 settembre 2002  |
| 78535 Carloconti        | 6 settembre 2002  |
| 78652 Quero             | 3 ottobre 2002    |
| 78661 Castelfranco      | 2 ottobre 2002    |
| 78830 Simonadirubbo     | 22 agosto 2003    |
| 84012 Deluise           | 2 agosto 2002     |
| 84015 Efthymiopoulos    | 5 agosto 2002     |
| 84100 Farnocchia        | 3 settembre 2002  |
| 95783 Marceloemilio     | 27 marzo 2003     |
| 110702 Titostagno       | 13 ottobre 2001   |
| 112338 Seneseconte      | 10 luglio 2002    |
| 112527 Panarese         | 5 agosto 2002     |
| 113659 Faltona          | 2 ottobre 2002    |
| 113661 Augustodaolio    | 2 ottobre 2002    |
| 114608 Emanuelepace     | 23 febbraio 2003  |
| 114612 Sandrasavaglio   | 26 febbraio 2003  |
| 114613 Antoninobrosio   | 25 febbraio 2003  |
| 114611 Valeriobocci     | 24 febbraio 2003  |
| 114739 Tripodi          | 23 aprile 2003    |
| 114828 Ricoromita       | 30 luglio 2003    |
| 114829 Chierchia        | 23 luglio 2003    |
| 115051 Safaeinili       | 4 settembre 2003  |
| 119961 Nastasi          | 2 ottobre 2002    |
| 126177 Filippofrontera  | 10 gennaio 2002   |
| 126246 Losignore        | 9 gennaio 2002    |
| 127660 Mauroianeselli   | 26 febbraio 2003  |
| 131764 Clauteodorescu   | 10 gennaio 2002   |
| 131765 Raphaelschneider | 10 gennaio 2002   |
| 133142 Violapiciu       | 20 agosto 2003    |
| 135695 Dragomirescu     | 1 agosto 2002     |
| 133296 Federicotosi     | 19 settembre 2003 |
| 141772 Lucapeyron       | 10 luglio 2002    |
| 142558 Rosarno          | 3 ottobre 2002    |
| 167010 Terracina        | 20 agosto 2003    |
| 172430 Sergiofonti      | 20 agosto 2003    |
| 217257 Valemangano      | 19 novembre 2003  |
| 280244 Ati              | 27 novembre 2002  |